# Neoirichohalticella sringeriensis
Neoirichohalticella sringeriensis is een vliesvleugelig insect uit de familie van de bronswespen (Chalcididae). De wetenschappelijke naam werd voor het eerst geldig gepubliceerd in 2006 door T. C. Narendran.